# Guettarda malacophylla
Guettarda malacophylla är en måreväxtart som beskrevs av Paul Carpenter Standley. Guettarda malacophylla ingår i släktet Guettarda och familjen måreväxter. Inga underarter finns listade i Catalogue of Life.